# Margarethe Hochleitner

Margarethe Hochleitner (2009)

Margarete Hochleitner (* 21. Februar 1950 in Schwaz) ist eine österreichische Kardiologin und Gendermedizinerin.

## Karriere
Hochleitner studierte ab 1970 Humanmedizin an der Universität Innsbruck und promovierte 1975 zur Dr. med. Von 1975 bis 1977 arbeitete sie als Universitätsassistentin am Institut für Hygiene und Mikrobiologie, anschließend als Turnusärztin an den Universitätskliniken Innsbruck. 1980 erhielt sie die ius practicandi und war anschließend als Assistenzärztin an der Universitätsklinik für Innere Medizin tätig. 1984 wurde sie als Fachärztin für Innere Medizin anerkannt und absolvierte einen internationalen Hochschulkurs für Krankenhausmanagement.
1993 habilitierte sie sich mit einer Schrift über die DDD-Schrittmacher bei therapieresistenten, idiopathischen dilatativen Cardiomyopathien. Seit 1996 ist sie stationsführende Oberärztin an der Innsbrucker Universitätsklinik für Innere Medizin. Ab 2004 übernahm sie die Leitung der Koordinationsstelle für Gleichstellung, Frauenförderung und Geschlechterforschung.
Von Oktober 2005 bis Oktober 2009 war sie Vizerektorin für Personal, Personalentwicklung und Gleichstellung an der Medizinischen Universität Innsbruck. Seit August 2008 bekleidet sie das Amt der Direktorin des Frauengesundheitszentrums an den Universitätskliniken Innsbruck.
2009 wurde sie vom Senat der Medizinischen Universität Innsbruck in den Dreiervorschlag für die Position des Rektors gewählt, jedoch entschieden sich die Gremien gegen jenes Rektorat, in dem Hochleitner inkludiert gewesen wäre. Die Bundes-Gleichbehandlungskommission stellte eine Diskriminierung auf Grund des Geschlechts fest, jedoch hat das Oberlandesgericht Innsbruck die Berufung von Frau Hochleitner wegen Diskriminierung aufgrund ihres Geschlechtes bei der Wahl des Rektors 2009 abgelehnt und lässt keine Revision beim Obersten Gerichtshof zu. Dem Gutachten der Bundes-Gleichbehandlungskommission, welches eine Diskriminierung gesehen habe, hätten weder die Schiedskommission der Medizinischen Universität Innsbruck noch die Gerichte folgen können. Im Schadenersatzprozess vor dem Arbeits- und Sozialgericht Innsbruck wurde ihre Klage im Mai 2012 abgewiesen.
Hochleitner wurde 2014 als erste Professorin für Gender Medizin und 2018 zur Professorin für Medizin und Diversität an der Medizinischen Universität Innsbruck berufen.

## Auszeichnungen
Hochleitner erhielt 1990 den Österreichischen Kardiologenpreis, 1998 den Jahrespreis der Universität Wien für das Frauen Forum Medizin Österreich und 2002 den Preis "Pioneer of Cardiac Stimulation in the Treatment of Congestive Heart Failure". 2005 wurde ihr der Gabriele-Possanner-Staatspreis des Bundesministeriums für Wissenschaft und Kunst verliehen. Das Europäische Institut für Gleichstellungsfragen (EIGE) ehrte Hochleitner 2013 als eine von zwölf „Women Inspiring Europe“. Am 20. Februar 2017 wurde ihr das Ehrenzeichen des Landes Tirol verliehen. 2024 ernannte sie die Universität Innsbruck zur Ehrenbürgerin.